# Dounoux
Dounoux település Franciaországban, Vosges megyében. Lakosainak száma 871 fő (2022. január 1.). Dounoux Uriménil, Arches, Dinozé, Épinal és Hadol községekkel határos.

## Népesség
A település népességének változása:
| Lakosok száma | 871  | 863  | 875  | 855  | 853  | 856  | 861  | 866  | 871  |
|               | 2013 | 2015 | 2016 | 2017 | 2018 | 2019 | 2020 | 2021 | 2022 |